# Andrés Orozco
Andrés Felipe Orozco Vázquez (Medellín, 18 de março de 1979) é um ex-futebolista colombiano.

## Carreira
Orozco já atuou pelo futebol mexicano, argentino e brasileiro no Inter de Porto Alegre e atualmente defende o Nacional da Colômbia.

## Seleção
Jogou pela seleção colombiana nas Copas América de 2001, quando a Colômbia levou o título, e de 2004 também, além de atuações nas Eliminatórias da Copa do Mundo de 2002 e 2006. Foram ao total 22 partidas disputadas pela seleção principal, com destaque para a conquista da Copa América de 2001 realizada na Colômbia.

## Títulos

### Seleção da Colômbia
- Copa América: 2001.

### Internacional
- Campeonato Gaúcho: 2008
- Dubai Cup: 2008